# Claudio Scott
Claudio Scott (Charleroi, 26 marzo 1948) è un cantautore e insegnante di armonica diatonica/Bending/Tongue Bloking belga.

## Biografia
Cantautore della scuola franco/belga, nel 1967 vince il Festival du pays noir con il brano Le temps di Claude Marlier, suo maestro di canto. Inizia a farsi conoscere tra i giovani del suo paese, era il tempo del "Twist". In Italia, nel 1977 vince un concorso indetto da una delle più famose radio dell'epoca, radio "E.R.A.Stereo 2000", Il "Cantasera".
Nel 1978 Dario Zampa, un cantautore Friulano, produce il suo primo 45 giri, "Il Signor Generale". Resterà a lungo il suo cavallo di battaglia.
Nel 1983, incide "Peccato" per la "Pegaso Production" il suo primo album, con un brano supervisionato negli arrangiamenti da Maurizio Vandelli (ex Equipe 84.
Nel 1983, prodotto da Mario di Tommaso arriva all'etichetta discografica Targa con il singolo Pour une enfant/Bambolina, il cui lato A è cantato in lingua francese. Scrive anche per diversi artisti, con alcuni di loro si ritroverà spesso dal vivo, in qualche concerto.
Claudio riceve nello stesso anno, dal direttore artistico della "Targa", la proposta di partecipare al Festival di Sanremo 1984, ma per motivi personali deve rifiutare l'offerta. 
Nel 1994 incide un brano dal titolo "Méditation", del quale firma la musica e usufruisce di una poesia di A.Lambrix,l'autore del libro "La bataille du charbon", dedicato ai minatori del suo paese, e lo dedica a suo padre scomparso da poco. Questa incisione gli frutterà un disco d'oro per le 58 000 copie vendute e una lunga permanenza nella hit.
Incide negli anni successivi "Mister Movie" tra l'altro, è l'unico in Europa e forse nel mondo a dedicare un disco ai 100 anni del Cinema (1995), faranno seguito "Mi vida es mi vida", "Cristalli di tempo", "Le donne", "The Wind" ed infine "Il Cow-Boy" dedicato al suo idolo d'infanzia "Roy Roger". Il suo dodicesimo lavoro discografico è intitolato ELOïSE, un disco con 15 brani edito dalla Red Sun Records. Claudio adesso è fermo (o quasi) professionalmente, insegna Armonica a bocca (Diatonica) e scrive sigle per grandi aziende nel settore del turismo e altro.
Nel 2020 si rimette a scrivere e uno dei suoi brani attira l'attenzione di un musicista belga, suo amico dall'infanzia. Con l'aiuto dei suoi sempre fedeli amici e collaboratori, scrive, arrangia e incide "Eloïse", il suo 12º album pubblicato.

## Discografia
- Il signor generale, Audiomark Record 1977, primo 45 giri con Je veux t’aimer (voglio amarti) sul retro. Prodotto da Dario Zampa, la canzone “Il signor generale”, 1977 è nata guardando la copertina del disco di un suo amico Belga, Marc Aryan, registrata in studio discografico, subito dopo la vittoria al “Cantaser” di Radio E.R.A stereo 2000.
- Ricordo d’Amore, con l’etichetta dell’Audiovision Records nacque dalla collaborazione con Roberto Zanette, bassista, che assieme al padre, un famoso fotografo, crearono uno studio di registrazione e proposero di incidere per loro. 1979 -1980.

- In quell’anno incide una nuova versione di "Peccato" contenuta già nell’album Ricordo d’amore, per la "Pegaso Production", supervisionato negli arrangiamenti da Maurizio Vandelli (ex Equipe 84) e pubblicato nella raccolta Canta Italia 83 sotto lo pseudonimo di Jean Claude Scotti.

- Il secondo 45 giri, Bambolina  prodotto da Mario Di Tommaso per la casa discografica Targa Star Italiana di Mario Rapallo.

- The wind – Registrato e pubblicato dall’A.V.F. di Francesco Comelli.
- Le donne – Registrato e pubblicato dall’A.V.F. di Francesco Comelli.
- Cristalli di tempo – Registrato e pubblicato dall’A.V.F. di Francesco Comelli
- Meditation - Disco con maggior successo di vendite Registrato e Pubblicato dalla casa discografica Audio M

- Il suo omaggio al “SIGNOR CINEMA – MISTER MOVIE” che nel 1995 compiva 100 anni, unico cantautore in Europa e forse nel mondo, ad aver scritto, cantato e inciso una canzone per il compleanno del Cinema - Da Gazzettino di PN 1995.[senza fonte].

- Mi vida es mi vida - Registrato e pubblicato dalla casa discografica Level's Studio
- Il signor Generale - Compilation composta da 8 inediti e 4 cover registrato dalla Red Sun Records.
- Eloïse - Compilation composta da 12 inediti e 3 brani tratti da alcuni album precedenti registrato dalla Red Sun Records.